# Mountain Breeze
Mountain Breeze ([maʊntn̩ ˈbriːz]) — украинская музыкальная группа из Полтавы, играющая поп-рок. Финалисты 7-го сезона талант-шоу Х-фактор Украины. Полуфиналисты Национального отбора Украины на Евровидение-2018.

## История
Группа была создана 14 марта 2014 фронтменом коллектива Александром Беляком (вокал, гитары) и его другом, с которым они учились в одном колледже. Вскоре к группе присоединился родной брат Александра Илья (барабаны), для того, чтобы впервые выступить на концерте в их родном городе, после чего, Илья остался полноценным членом команды.
Музыканты начали с исполнения кавер-версий известных песен, которые они распространяли в Интернете на видеосервисе YouTube. На официальном канале группы опубликовано более 20 видеокаверов на популярные англоязычные хиты.
В 2016-м году Mountain Breeze приняли участие в кастинге седьмого сезона талант-шоу Х-фактор. Исполнив «Sweater Weather», по единогласному решению судей ребята прошли дальше, а кавер на эту песню был достойно создателями хита — группой The Neighbourhood. Одним из самых знаковых выступлений за время прямых эфиров стал номер «Catch You», исполненный в дуэте с британской певицей Софи Эллис-Бекстор. Mountain Breeze покинули «Х-фактор» за шаг до суперфинала, заняв третье место. Их наставником в шоу был Андрей Данилко, который продолжил сотрудничать с музыкантами и по окончании проекта.
После Х-фактора состав группы изменился. На замену выбывшим участникам пришел бас-гитарист Михаил Малый.
В мае 2017 Mountain Breeze подписали контракт с компанией Mamamusic.
17 мая музыканты выпустили свой первый сольный сингл «Running Low», созданный в сотрудничестве с шведскими композиторами Chris Wahle и Andreas Öhrn. Песня была написана специально для участия в «Евровидении-2017», по неизвестным причинам, не была допущена к отборочным телевизионным концертам.
В июле того же года музыканты впервые сыграли Running Low в концертном зале «Дзинтари» на фестивале «Лайма Вайкуле. Рандеву в Юрмале 2017». Летом года музыканты выступили на всех крупнейших музыкальных фестивалях Украины, в том числе: Atlas Weekend, Схід-Рок, Woodstock Ukraine, RazomFest. 23 октября Mountain Breeze выпустили новую песню — WWWT (What’s Wrong With That) и начали работу над дебютным альбомом.
17 февраля 2018 года в эфире телеканала СТБ Mountain Breeze представили новую лирическую композицию под названием «I See You», с которой приняли участие во втором полуфинале Национального отбора на «Евровидение-2018». Группа заняла 4-е место с результатом 12 баллов (6 от судей и 6 от зрителей), оставшись в шаге от продолжения борьбы в финале. Песня была написана фронтменом группы Александром Беляком.
«I See You» стала первой песней в репертуаре Mountain Breeze, на которую был выпущен клип. Видео снимали в Киеве, в одном из залов Шоколадного домика. После участия в конкурсе группа много гастролировала и выступала в Украине и за её пределами (Германия, Турция, Литва, Корея).
В начале 2018 года группа также выпустила танцевальный сингл «Dance Like This», который вошел в дебютный лонгплей, а 10 мая Mountain Breeze презентовали видеоклип на песню «Running Low», который был снят в Португалии незадолго до их участия в отборе на Евровидение от Украины.
5 мая 2018 Mountain Breeze выпустили первый студийный альбом под названием «Say It Loud», включающий в себя десять треков (четыре уже выпущенных ранее песни, пять новых композиций и один ремикс). 25 июля группа отправилась в промо тур по Южной Корее, в котором они пробыли до 10 августа. По возвращении из Кореи, 1 сентября, прекратили своё сотрудничество с лейблом MamaMusic.
После разрыва с лейблом группа на полгода прекратила своё участие в массовых мероприятиях Украины и осела в своей домашней студии. В начале 2019 года музыканты объявили о весеннем всеукраинском туре, в котором они презентовали новые треки, над которыми работали всё это время. Однако, по неизвестным причинам, новые треки не были представлены более широкой аудитории до 2020 года.
Первым релизом в 2019 году стал сингл «Строчки», выпущенный 7 октября. Лирик-видео на эту песню было сделано в сотрудничестве с популярным украинским блогером Дэмъяном Волковым, с которым группа познакомилась во время выступления на «Видеожаре», а зимой 2020 года был выпущен сингл Why Don’t We.
В начале 2020 года группа познакомилась с саунд-продюсером Томашем Лукачем. Mountain Breeze в коллаборации с Томашем создали песню «Быть с тобой». Она вышла 19 февраля 2020 года и на второй день после релиза достигла первой строчки в украинском чарте по продажам онлайн-магазина ITunes.

## Состав группы
- Александр Беляк — (род. 22 апреля 1997, Полтава) — лид-вокалист и гитарист группы. Начал заниматься музыкой с 10 лет. На отлично окончил музыкальную школу по классу фортепиано и вокал, и после этого вместе с братом и друзьями создали группу, с которой начали делать каверы на популярные песни. Только спустя два года, группа начала работать над своим дебютным альбомом.
- Беляк Илья — (род. 27 июля 1999, Полтава) — бэк-вокалист и барабанщик группы. Также в 2019 году выступал в роли менеджера группы.
- Михаил Малый — (род. 17 марта 1998, Полтава) — бэк-вокалист и бас гитарист группы. Музыкой начал заниматься в 13 лет. Обучался музыке самостоятельно. К группе присоединился в начале 2017 года.

## Дискография

### Альбомы
- Say It Loud (2018)
- 9 минут (2020)

### Синглы
- 2017 — «Running Low»
- 2017 — «WWWT» (What’s Wrong With That)
- 2018 — «I See You»
- 2018 — «Dance Like This»
- 2019 — «Строчки»
- 2020 — «Why Don`t We»
- 2020 — «Быть с тобой»
- 2021 — «Утону»
- 2021 — «Тет-а-тет» с Анастасией Кожевниковой
- 2021 — «Пазлы»
- 2022 —  «Эта война»
- 2022 — «Окупанту»
- 2022 —  «Дихай»
- 2022 — «Українцю»
- 2022 —  «Доні»
- 2022 — «Богу»
- 2023 — «Memory»
- 2023 — «В пам’яті»
- 2023 — «Кожен день»

## Видео
| Год  | Клип           | Режиссёр            | Альбом      |
| ---- | -------------- | ------------------- | ----------- |
| 2020 | «Быть с тобой» | Mountain Breeze     | Single      |
| 2020 | «Why Don`t We» | Mountain Breeze     | Single      |
| 2019 | «Строчки»      | Дэмъян Волков       | Single      |
| 2018 | «I See You»    | Виктор Скуратовский | Say It Loud |
| 2018 | «Running Low»  | Виктор Скуратовский | Say It Loud |